# Mus nitidulus
Mus nitidulus là loài gặm nhấm cỡ trung của chi Mus (chi chuột nhắt) được ghi nhận là xuất hiện ở miền trung Myanmar.